# Blokada pokojowa
Blokada pokojowa – zespół przedsięwzięć mający na celu odizolowanie jakiegoś państwa (terytorium, sił zbrojnych) i zmuszenie do ustępstw (terytorialnych, politycznych, ekonomicznych) lub do kapitulacji.
Blokada pokojowa jest sprzeczna z zasadami prawa międzynarodowego i może być uznana za akt agresji.